# Burgholzhausen vor der Höhe
Burgholzhausen vor der Höhe ist ein Stadtteil der Stadt Friedrichsdorf im südhessischen Hochtaunuskreis. Der Namenszusatz vor der Höhe bezieht sich auf die historische Bezeichnung des Taunus als „die Höhe“.

## Geografische Lage
Burgholzhausen liegt im Vordertaunus auf einer Höhe von 190 m über NN etwa 20 Kilometer nördlich von Frankfurt am Main, 5 km nordöstlich von Bad Homburg vor der Höhe und 2,5 km östlich des Ortskerns von Friedrichsdorf. Zu Burgholzhausen gehört auch ein kleines Waldstück nordwestlich von Friedrichsdorf, das als Exklave vom übrigen Ortsgebiet abgeschnitten ist.

## Geschichte

### Mittelalter
Im Früh- und Hochmittelalter gehörte das Dorf zum Niddagau. Seine älteste erhaltene urkundliche Erwähnung als castra Holzhusin („Lager Holzhausen“) stammt von 1222 und findet sich in einem Schutzbrief des Mainzer Erzbischofs Siegfried II. von Eppstein. Vom Mittelalter bis zum Reichsdeputationshauptschluss war das damalige Holzhausen als Reichsdorf zu etwa zwei Dritteln im Besitz des Reiches und unterstand im Übrigen einer Vielzahl von Herren. Kirchlich gehörte das Dorf je zur Hälfte zum Kirchspiel von Obereschbach und zum Kirchspiel von Seulberg.

### Frühe Neuzeit

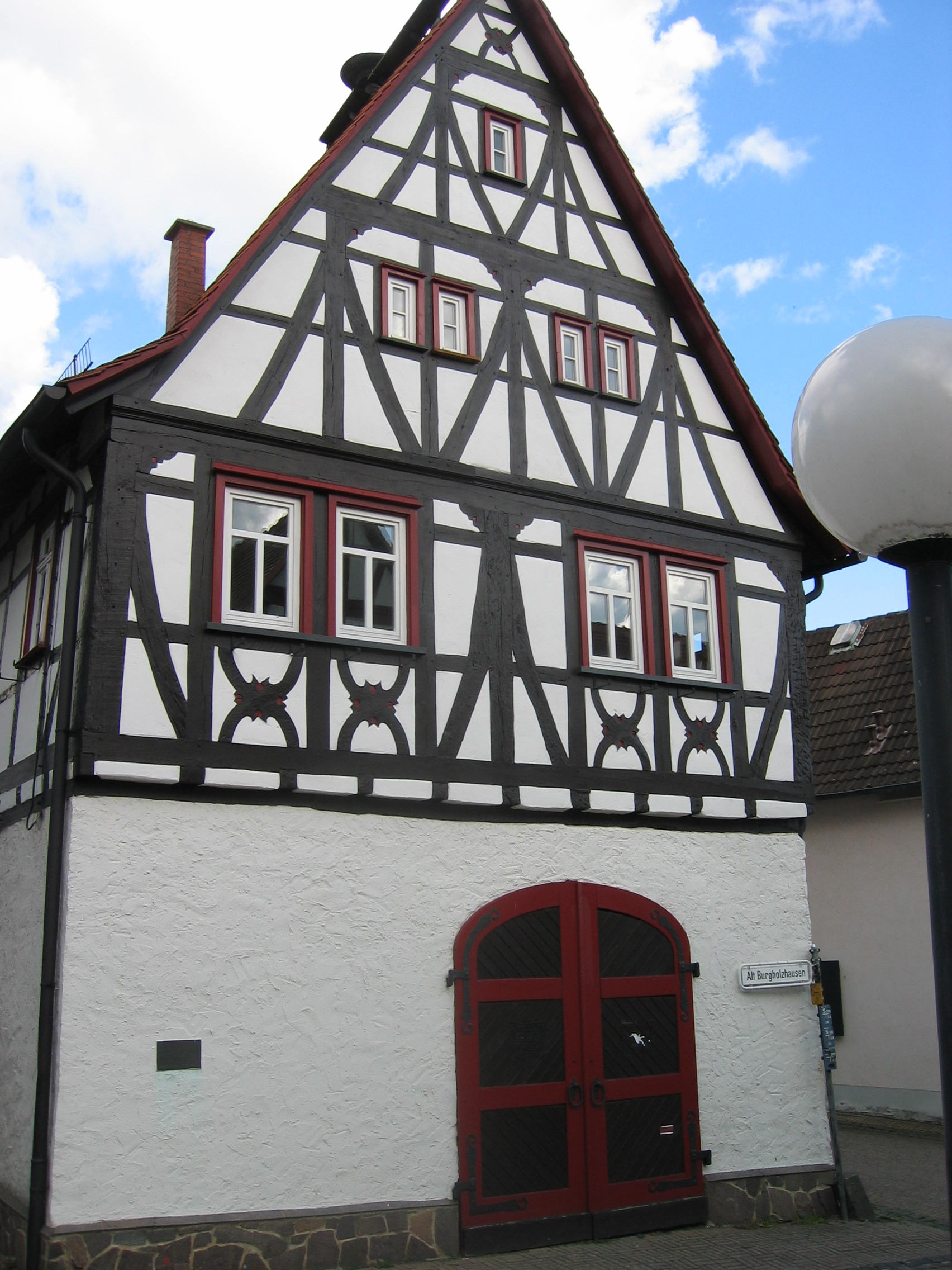
Altes Rathaus

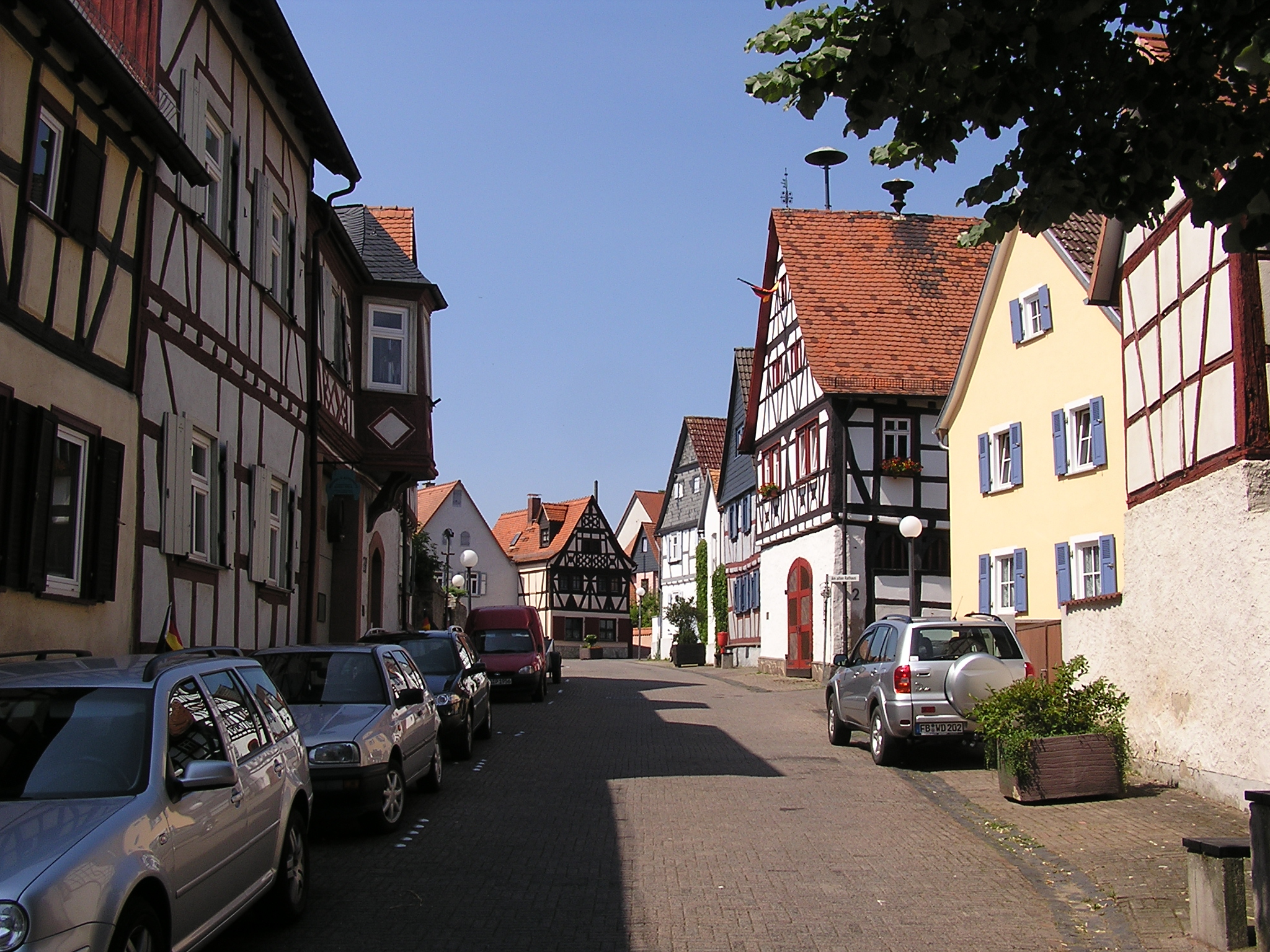
Alter Ortskern mit ehemaligem Rathaus

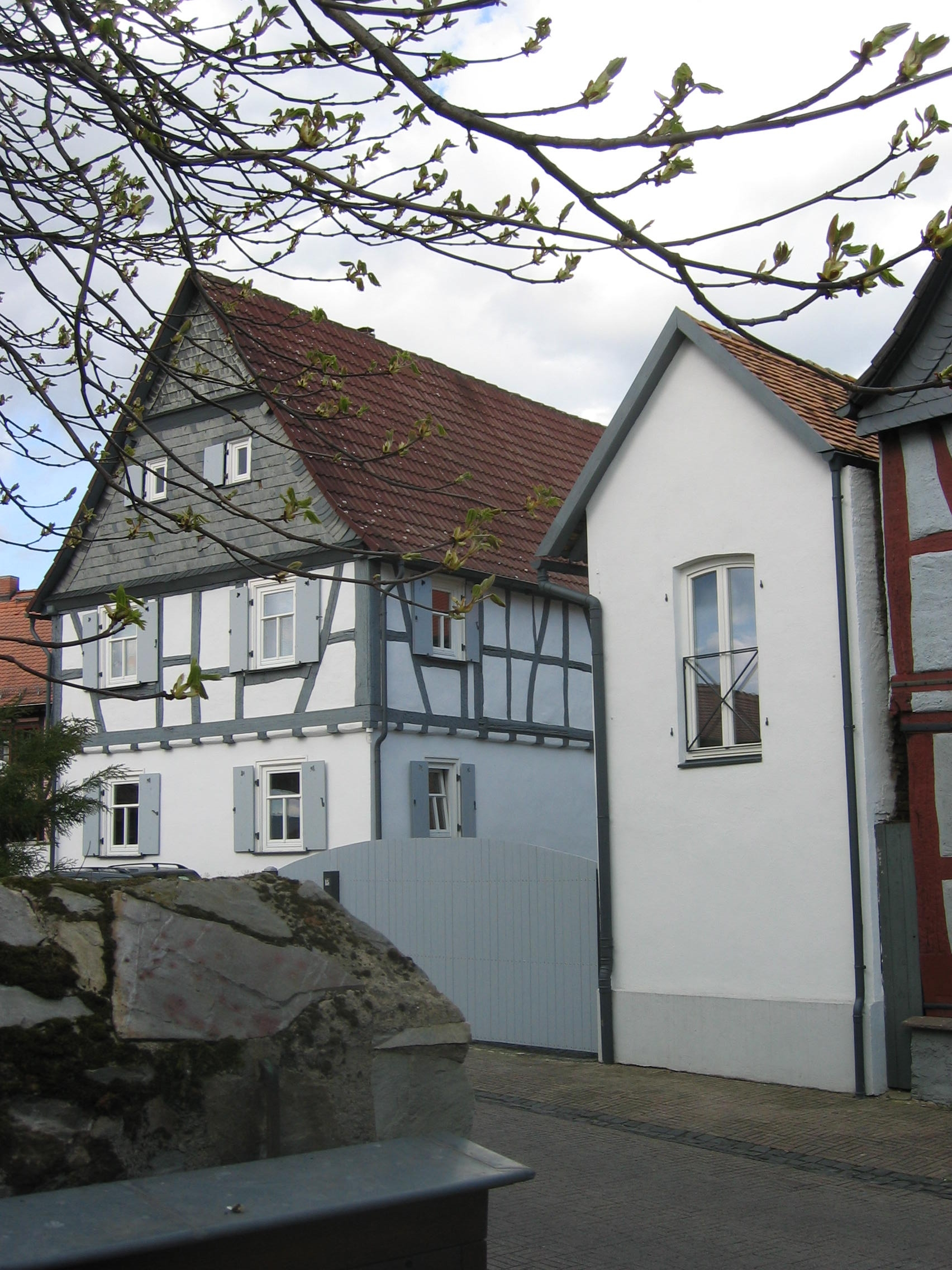
Sanierte Hofreite aus 1630 (Ortsmitte)

Im 16. Jahrhundert vereinigten die Herren von Eppstein das eine Drittel der Herrschaft über das Dorf in ihrer Hand. 1537 beschreibt das Eppsteiner Weistum (eine Auflistung der Eppsteiner Besitzungen) „Holtzhusen“ als ein Dorf mit 51 Hofstätten und einer Befestigung aus einem Doppelgraben mit zwei Pforten. Ab dem 16. Jahrhundert wurde vor allem die Leineweberei die wirtschaftliche Grundlage Burgholzhausens. Daneben lebte der Ort von der Verarbeitung von Lehm aus eigenen Gruben zu Boden-, Ofen- und Wandfliesen. Ab dem 17. Jahrhundert kam der Obstanbau hinzu.
Nach Aussterben der Eppsteiner erbten die Grafen von Stolberg-Königstein deren Anteil, verkauften ihn aber 1578 an Graf Philipp Ludwig I. von Hanau-Münzenberg weiter. Am 3. August 1641 belehnte der Kaiser den Kurmainzer Vize-Kanzler Nikolaus Georg Reigersberg mit den zwei Dritteln Burgholzhausens. Diese Lehensanteile kaufte Reigersberg 1649 den Hanauer Grafen für 5.450 Gulden ab. Sein gleichnamiger Sohn Nikolaus Georg von Reigersberg (1625–1689) erwarb 1669 das restliche Hanauer Drittel von Graf Friedrich Casimir von Hanau und verkaufte dann 1687 seine gesamten Rechte für 18.000 Gulden an den Mainzer Kurfürsten Anselm Franz von Ingelheim weiter.
1716 wurde die katholische Barockkirche, die heute die Kirchengemeinde Heilig Kreuz beherbergt, errichtet.
Die Grafschaft Hanau-Münzenberg fiel nach dem Tod des letzten Grafen von Hanau, Johann Reinhard III., 1736, aufgrund eines Erbvertrages an die Landgrafschaft Hessen-Kassel. 1741 besetzte Landgraf Wilhelm VIII. Holzhausen militärisch, da er es als Teil seiner Hanauer Erbschaft betrachtete, und ordnete es dem Hanauer Amt Rodheim zu. Um Holzhausen gab es nun einen Rechtsstreit vor dem Reichskammergericht zwischen dem Landgrafen und Freiherr Franz Adolf Dietrich von Ingelheim, selbst Richter am Reichskammergericht. Der Landgraf stützte seine Ansprüche auf den Erwerb des Dorfes im Jahr 1578 durch Hanau, der Freiherr seine Ansprüche auf die das Reichslehen und die Verpfändung von 1649. Das Reichskammergericht sprach dem Freiherren Franz Adolph Dietrich von Ingelheim letztendlich 1765 eine Entschädigung in Geld und dem Landgrafen die Landesherrschaft über das Dorf zu. Es dauerte noch bis 1803 im Reichsdeputationshauptschluss, bis auch der Kaiser seine Zustimmung zu dem Vergleich erteilte.

### Neuzeit
Von 1806 bis 1810 war Burgholzhausen französisch besetzt. Danach war der Ort Teil des Großherzogtums Hessen(-Darmstadt) und gehörte den folgenden Verwaltungseinheiten an:
- bis 1820 dem Amt Vilbel
- ab 1821 dem Landratsbezirk Vilbel
- ab 1832 dem Kreis Friedberg
- während der Revolution von 1848 dem Regierungsbezirk Friedberg
- ab 1852 dem Kreis Vilbel
- ab 1874 erneut dem Kreis Friedberg

Von 1821 bis 1853 gehörte Holzhausen zum Bezirk des Landgerichts Großkarben, der 1853 aufgelöst wurde, dann bis 1879 zu dem des Landgerichts Vilbel, ab 1879 zu dem des Amtsgerichts Vilbel.
1918 wurde aus dem Großherzogtum Hessen der Volksstaat Hessen mit der Landeshauptstadt Darmstadt.
Der Ortsname Burgholzhausen vor der Höhe wurde 1939 vom Reichsstatthalter in Hessen bestimmt. Bis dahin trug die Gemeinde den Namen Holzhausen.
Nach dem Zweiten Weltkrieg wuchs der Ort durch den Zuzug von Flüchtlingen und Heimatvertriebenen erheblich.

### Hessische Gebietsreform
Im Zuge der Gebietsreform in Hessen wurde am 1. August 1972 die Gemeinde Burgholzhausen vor der Höhe im Landkreis Friedberg kraft Landesgesetz mit anderen Gemeinden sowie der Stadt Friedrichsdorf im Obertaunuskreis zu einer Stadt mit dem Namen Friedrichsdorf zusammengeschlossen. Der letzte Bürgermeister von Burgholzhausen war Dietmar Gritzka.

### Einwohnerentwicklung
| Burgholzhausen vor der Höhe: Einwohnerzahlen von 1834 bis 2011 | Burgholzhausen vor der Höhe: Einwohnerzahlen von 1834 bis 2011 | Burgholzhausen vor der Höhe: Einwohnerzahlen von 1834 bis 2011 | Burgholzhausen vor der Höhe: Einwohnerzahlen von 1834 bis 2011 | Burgholzhausen vor der Höhe: Einwohnerzahlen von 1834 bis 2011 |
| --- | -------------------------------------------------------------- | -------------------------------------------------------------- | -------------------------------------------------------------- | -------------------------------------------------------------- |
| Jahr |                                                                |                                                                |                                                                | Einwohner                                                      |
| 1834 | 1834                                                           |                                                                | 769                                                            | 769                                                            |
| 1840 | 1840                                                           |                                                                | 835                                                            | 835                                                            |
| 1846 | 1846                                                           |                                                                | 906                                                            | 906                                                            |
| 1852 | 1852                                                           |                                                                | 901                                                            | 901                                                            |
| 1858 | 1858                                                           |                                                                | 902                                                            | 902                                                            |
| 1864 | 1864                                                           |                                                                | 819                                                            | 819                                                            |
| 1871 | 1871                                                           |                                                                | 821                                                            | 821                                                            |
| 1875 | 1875                                                           |                                                                | 785                                                            | 785                                                            |
| 1885 | 1885                                                           |                                                                | 809                                                            | 809                                                            |
| 1895 | 1895                                                           |                                                                | 808                                                            | 808                                                            |
| 1905 | 1905                                                           |                                                                | 930                                                            | 930                                                            |
| 1910 | 1910                                                           |                                                                | 959                                                            | 959                                                            |
| 1925 | 1925                                                           |                                                                | 1.011                                                          | 1.011                                                          |
| 1939 | 1939                                                           |                                                                | 1.038                                                          | 1.038                                                          |
| 1946 | 1946                                                           |                                                                | 1.535                                                          | 1.535                                                          |
| 1950 | 1950                                                           |                                                                | 1.584                                                          | 1.584                                                          |
| 1956 | 1956                                                           |                                                                | 1.715                                                          | 1.715                                                          |
| 1961 | 1961                                                           |                                                                | 1.853                                                          | 1.853                                                          |
| 1967 | 1967                                                           |                                                                | 2.065                                                          | 2.065                                                          |
| 1970 | 1970                                                           |                                                                | 2.139                                                          | 2.139                                                          |
| 1980 | 1980                                                           |                                                                | ?                                                              | ?                                                              |
| 1990 | 1990                                                           |                                                                | ?                                                              | ?                                                              |
| 2000 | 2000                                                           |                                                                | ?                                                              | ?                                                              |
| 2005 | 2005                                                           |                                                                | 3.579                                                          | 3.579                                                          |
| 2011 | 2011                                                           |                                                                | 3.459                                                          | 3.459                                                          |
| Datenquelle: Historisches Gemeindeverzeichnis für Hessen: Die Bevölkerung der Gemeinden 1834 bis 1967. Wiesbaden: Hessisches Statistisches Landesamt, 1968. Weitere Quellen: LAGIS; Stadt Friedrichsdorf; Zensus 2011 |                                                                |                                                                |                                                                |                                                                |

### Religionsentwicklung
In der Reformation war auch in Burgholzhausen die kirchliche Situation kompliziert. Die Vielzahl von Herren führte nach der Einführung des Grundsatzes Cuius regio, eius religio (wessen Land, dessen Religion) durch den Augsburger Religionsfrieden zu einer etwas verworrenen Teilung nach der Konfessionszugehörigkeit. Durch das Kondominium aus dem katholischen Mainz und den protestantischen Münzenbergern lebten verschiedene Konfessionen zusammen. Die Versuche von Franz Adolf Dietrich von Ingelheim Holzhausen zu rekatholisieren waren nicht erfolgreich. In der Folge wurden zeitgleich zwei Kirchen erbaut. Ab 1716 wurde die katholische Barockkirche, die heute die Kirchengemeinde Heilig Kreuz beherbergt, errichtet. Das Wappen Franz Adolf Dietrich von Ingelheims ist oberhalb der Tür zu sehen. Die erste heilige Messe wurde im Herbst 1718 gefeiert. In der Kirche befindet sich eine Orgel des Mainzer Orgelbauers Bernhard Dreymann, die 1992 durch Förster & Nicolaus Orgelbau aus Lich generalüberholt wurde. Die evangelisch-lutherische Kirche wurde im Frühjahr 1719 geweiht. Beide Gotteshäuser wurden vom gleichen Architekten, dem Baumeister Johann Wilhelm Detler entworfen. 1762 folgte der Umbau eines Anwesens zur reformierten Kirche, sodass Burgholzhausen bis zum Umbau der reformierten Kirche zum gemeinsamen Pfarrhaus 1862 drei Kirchen besaß.

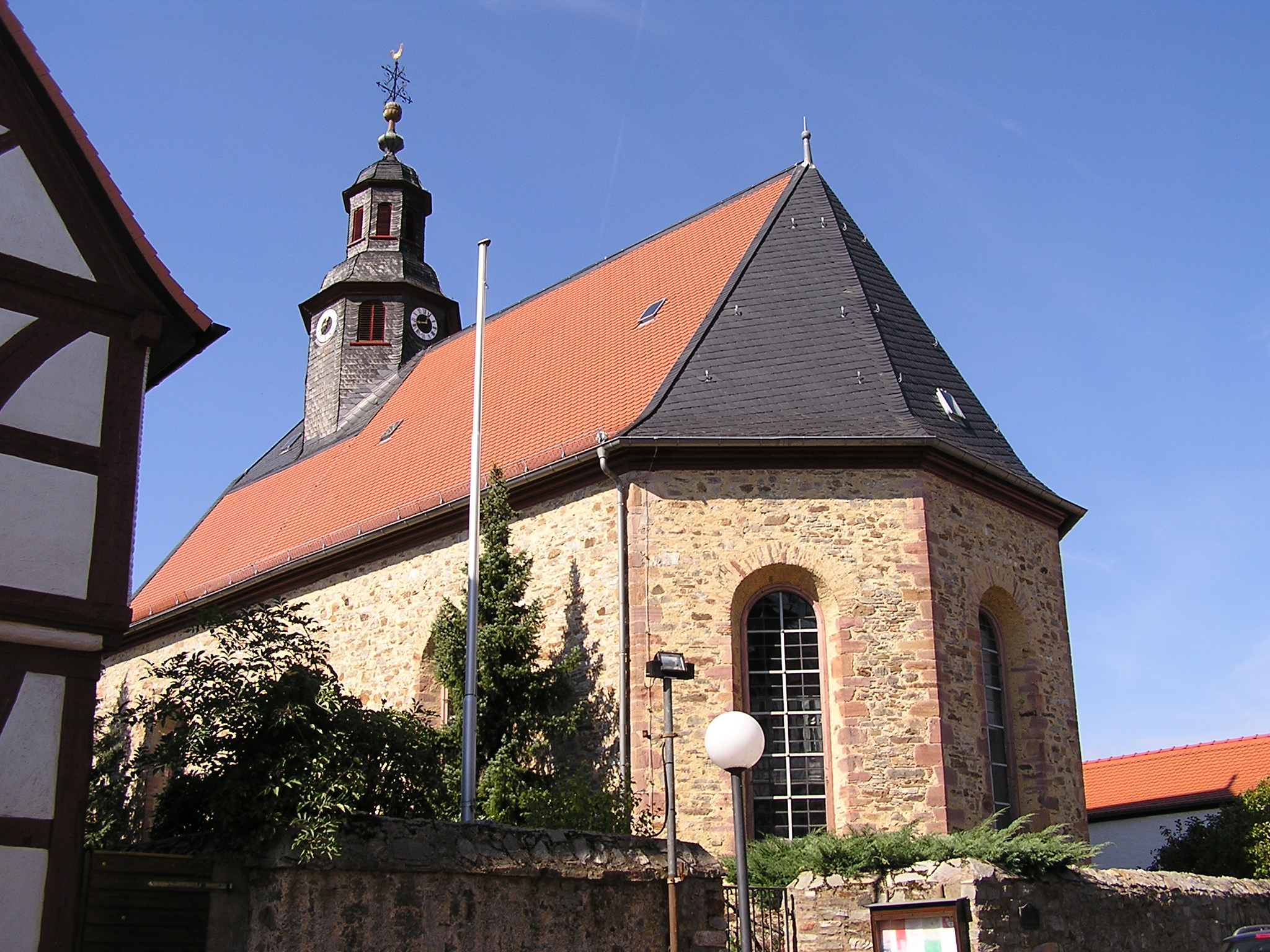
Evangelisch-lutherische Kirche
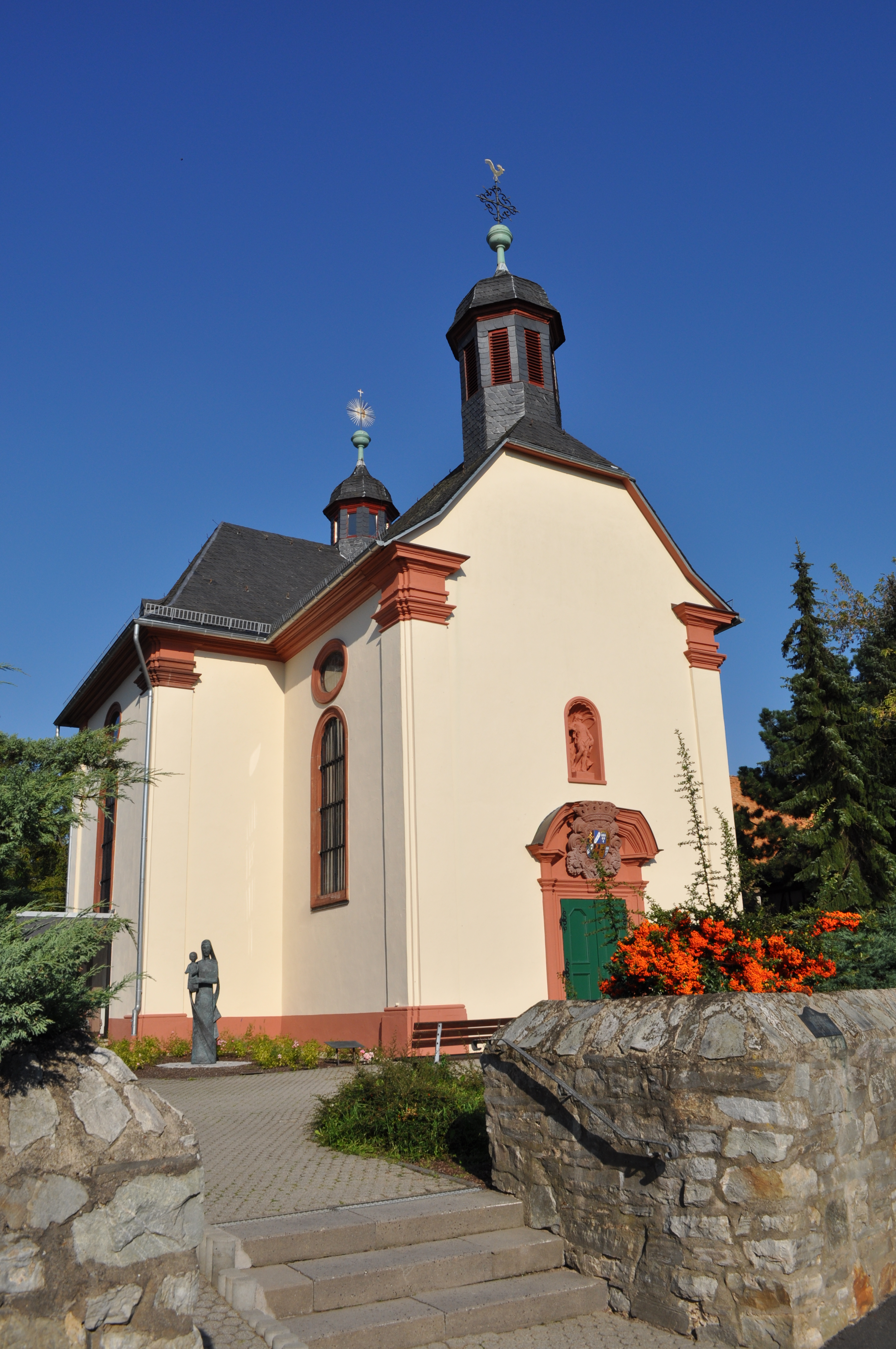
Katholische Kirche
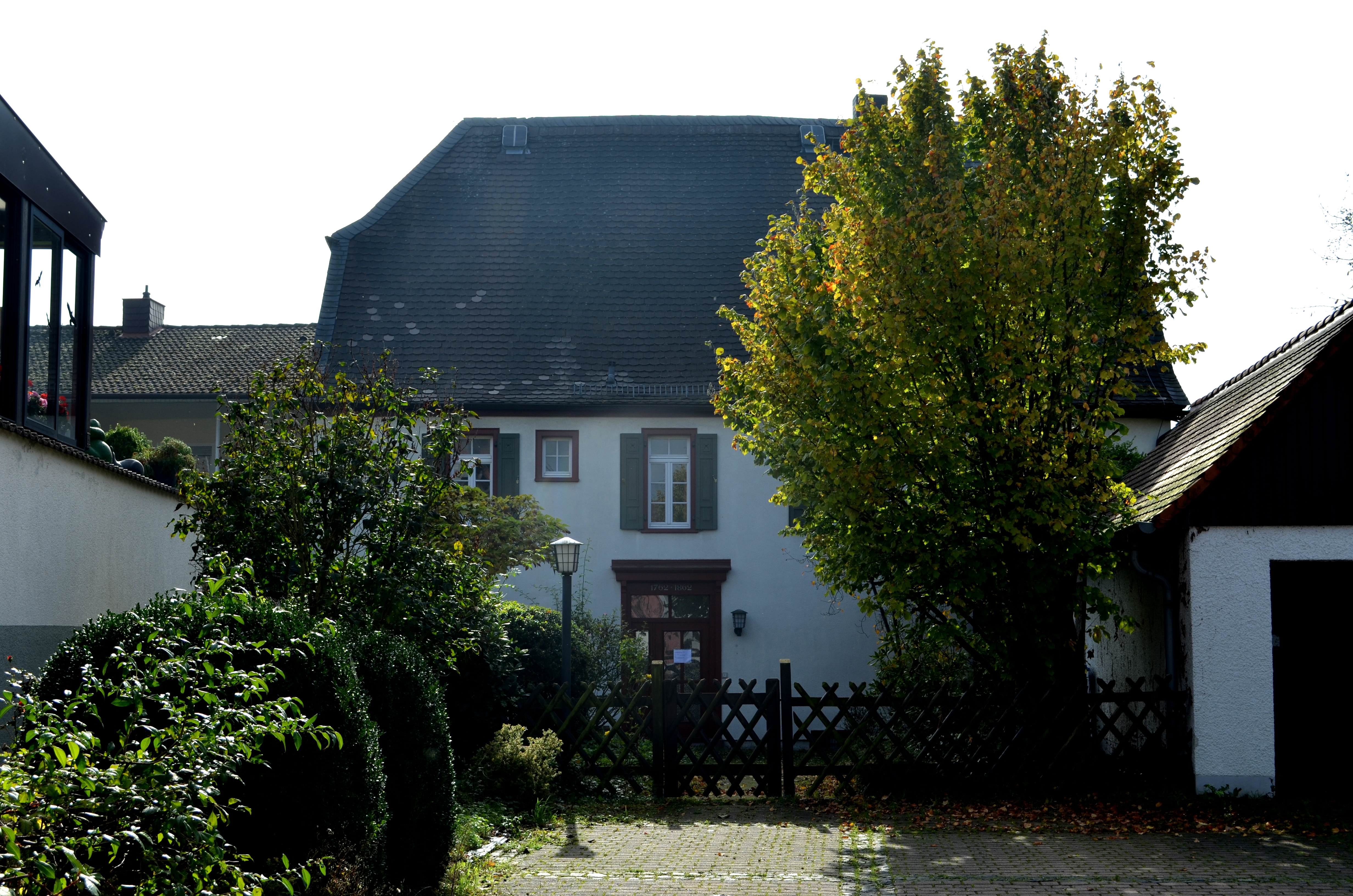
Ehem. evangelisch-reformierte Kirche

## Politik

### Ortsbeirat
Ortsvorsteher von Burgholzhausen ist Heinz Reinhardt (FWG). Der Ortsbeirat setzt sich wie folgt zusammen:
| Parteien und Wählergemeinschaften | Parteien und Wählergemeinschaften           | % 2021 | Sitze 2021 | % 2016 | Sitze 2016 | % 2011 | Sitze 2011 | % 2006 | Sitze 2006 | % 2001 | Sitze 2001 |
| --------------------------------- | ------------------------------------------- | ------ | ---------- | ------ | ---------- | ------ | ---------- | ------ | ---------- | ------ | ---------- |
| CDU                               | Christlich Demokratische Union Deutschlands | 21,6   | 2          | 24,5   | 2          | 26,4   | 2          | 33,5   | 2          | 33,4   | 2          |
| SPD                               | Sozialdemokratische Partei Deutschlands     | 6,9    | 0          | 11,0   | 1          | 12,8   | 1          | 15,9   | 1          | 27,6   | 2          |
| GRÜNE                             | Bündnis 90/Die Grünen                       | 22,3   | 2          | 13,4   | 1          | 11,9   | 1          | 9,6    | 1          | 9,3    | 1          |
| FDP                               | Freie Demokratische Partei                  | 6,4    | 0          | 7,2    | 0          | 5,9    | 0          | 5,8    | 0          | 7,3    | 1          |
| FWG                               | Freie Wählergemeinschaft                    | 42,7   | 3          | 43,8   | 3          | 43,2   | 3          | 35,2   | 3          | 4,6    | 0          |
| UWG                               | Unabhängige Wählergemeinschaft              | —      | —          | —      | —          | —      | —          | —      | —          | 17,8   | 1          |
| Gesamt                            | Gesamt                                      | 100,0  | 7          | 100,0  | 7          | 100,0  | 7          | 100,0  | 7          | 100,0  | 7          |
| Wahlbeteiligung in %              | Wahlbeteiligung in %                        | 58,6   | 58,6       | 51,5   | 51,5       | 50,6   | 50,6       | 47,3   | 47,3       | 52,8   | 52,8       |

### Wappen
| Wappen von Burgholzhausen | Blasonierung: „In Rot ein goldener, von einem roten, dem alten Ortssiegel nachgebildeten Turm belegter Pfahl, beseitet von je zwei goldenen Holzstücken.“ |
| Wappen von Burgholzhausen | Das Wappen wurde vom Bad Nauheimer Heraldiker Heinz Ritt gestaltet und am 30. Juli 1971 durch das Hessische Ministerium des Innern genehmigt.             |

## Kultur und Sehenswürdigkeiten
Der Name Weinstraße einer von Norden kommenden Zufahrtsstraße erinnert an die von Frankfurt-Höchst nach Norddeutschland verlaufende historische Handelsstraße mit gleichen Namen.

### Regelmäßige Veranstaltungen
- Burgspielschar Burgholzhausen von 1948; jährlich auf der Freilichtbühne Alte Burg (im Sommer) und im Bürgerhaus Köppern (im Winter)
- Landfrauen Burgholzhausen von 1957 (Osterbrunnen und den Osterbaum)
- Kerbeverein Burgholzhausen mit Osterfeuer und Feier Burgholzhäuser Kerb

### Sport
- TV 1893 Burgholzhausen mit den Abteilungen für Aikido, Fußball, Leichtathletik, Tischtennis, Turnen und Volleyball.
- Tennisclub TC Burgholzhausen 1977
- Schützenverein 1954 Burgholzhausen
- Holzfäller-Burgholzhausen
- Reitverein Westernreitclub City Slickers Burgholzhausen.

## Wirtschaft und Infrastruktur

### Bildung
Burgholzhausen hat eine zweizügige Grundschule mit etwa 160 Schülern, 15 Lehrkräften, 2 Förderschullehrern und einem Kirchenbeauftragten. Die Grundschule verfügt über mehrere Computerarbeitsplätze für zwei Schulklassen und einen Computerraum. Ferner besteht ein Schulchor und es werden vielfältige Arbeitsgemeinschaften angeboten. Die Schule verfügt über ein naturnah gestaltetes, weitläufiges Gelände.

### Verkehr
Burgholzhausen hat mit dem Haltepunkt Burgholzhausen Anschluss an die 1901 eröffnete Bahnstrecke Friedrichsdorf–Friedberg. Sie ist heute in den Rhein-Main-Verkehrsverbund integriert.

## Persönlichkeiten
- August Haag (1885–1933), Bildhauer
- Martin Schneider (* 1964), auch Maddin genannt, Komiker, der seinen Heimatort öfter in seinen Programmen erwähnt.